# Династия Акамапичтли
Династия Акамапичтли (науатль: Ācamāpichtli) — династия ацтекских правителей (Тлатоани), названная по имени её основателя, Акамапичтли, сына знатного ацтека Опочтсина и принцессы Иланкуэитль, происходившей из рода правителей Кулуакана.
1. Акамапичтли — (1371—1396),
2. Уилицилипутль — (1396—1414),
3. Чимальпопока — (1414—1428),
4. Ицкоатль — (1428—1440),
5. Монтекосума I Старший — (1440—1469),
6. Ашайякатль — (1469—1481),
7. Тисок — (1481—1486),
8. Ауисотль — (1486—1502),
9. Монтекосума II Молодой — (1502—1520),
10. Куитлауак — (1520 4 месяца),
11. Куаутемок — (1520—1521)

Государство ацтеков было захвачено испанцами во главе с Кортесом в 1519 году, но в 1520 поднялось восстание, в результате которого Монтесума погиб, а испанцы были изгнаны. В 1521 испанцы снова захватили Теночтитлан. Последний ацтекский правитель Куаутемок был взят в плен и в 1525 году казнен.. Потомки Монтесумы получили от испанцев титул гранда Герцог Монтесума де Тультенго.